# Jebel (Timiș)
Jebel (en hongrois : Széphely, en allemand : Schebel) est une commune du județ de Timiș en Roumanie.